# كاثلين كوبيرن
كاثلين كوبيرن هي كاتِبة وشاعرة كندية، ولدت في 7 سبتمبر 1905، وتوفيت في 23 سبتمبر 1991.